# Thumatha rotunda
Thumatha rotunda är en fjärilsart som beskrevs av Adrian Hardy Haworth 1809. Thumatha rotunda ingår i släktet Thumatha och familjen björnspinnare. Inga underarter finns listade i Catalogue of Life.